# Kvåsefjorden
Kvåsefjorden er en 8 km lang fjord som danner den ydre fylkesgrænse mellem de tidligere Aust-Agder og Vest-Agder fylker, nu samlet i Agder i det sydlige Norge. Den danner også dele av grænsen mellem kommunerne Lillesand og Kristiansand. Fjorden har indløb fra Skagerrak ved Meholmen og går hovedsagelig mod nord ind i landet.
Yderst på østsiden ligger Ytre og Indre Ulvøya og Ulvøysund, som bliver regnet som det vestlige startpunkt for Blindleia, som er den indre sejlrute langs kysten af Lillesand. Mellem Indre Ulvøya og fastlandet ligger Indresund. Lidt længere mod nord ligger den kilometerlange bugt Hæstaddybningen. 
Yderst på vestsiden af Kvåsefjorden ligger Torsøya, og der går Stanggapet videre mod vest til Randøysund. Lidt længere mod nord ligger Kvarnesfjorden, den eneste sidefjord til Kvåsefjorden med en læengde på 2,5 km. Den er meget smal, ned til kun cirka 5 meter, og bliver krydset af fylkesvei 3. 
Vest for Hæstaddybningen smalner fjorden ind til cirka 200–250 meter, og her ligger Malløya midt i fjorden. Efter cirka en kilometer bliver fjorden bredere igen, og her i den indre del ligger der tre større holme: Lamholmen, Saltholmen (den største med en længde på 300 meter) og Eidjordsholmen. 
Der har været tale om at bygge en kanal fra bunden af Kvåsefjorden over en 300 meter lang landtange  til bunden af Årneskilen i Isefjærfjorden. Dette vil forlænge Blindleia og skærme sejlerne fra overfarten over den til tider vejrudsatte Kvåsefjorden.